# ベトナムの島の一覧
ベトナムの島の一覧は以下のとおりである。
- アントイ諸島
- バールア群島
- ハイタック群島
- チャム島
- フーコック島
- バクロンヴィー島
- コアイ島
- カットバ島
- リーソン島
- フークイ島
- トーチュー島
- コンダオ諸島
  - コンソン島
- 南沙諸島
  - アンバン島
  - 生存島（中国名:景宏島）
  - 南乙島（中国名:鴻庥島）
  - 島長沙（中国名:南威島）
  - サウスウエスト島（中国名:南子岛）
  - 山歌島（中国名:敦謙沙洲）
  - 島生存東（中国名:東景宏島）Ql

- 西沙諸島